# Ogdoecosta juvenca
Ogdoecosta juvenca es una especie de insecto coleóptero de la familia Chrysomelidae.
Fue descrita científicamente en 1854 por Boheman.